# Stefan Fölster
Mohan Stefan Matthis Fölster, född 23 juni 1959 i Västtyskland, är en svensk nationalekonom, författare och debattör.
Stefan Fölster är son till Kaj Fölster samt dotterson till Gunnar och Alva Myrdal. Han studerade nationalekonomi vid UCLA i Los Angeles och disputerade 1986 i Oxford. År 1985 flyttade Stefan Fölster till Sverige och han blev svensk medborgare 2002.
Han har varit[när?] verksam som tjänsteman på finansdepartementet.
Fölster arbetade 1989–1998 som forskare och lärare vid Stockholms universitet och som forskare vid Industriens utredningsinstitut (numera Institutet för Näringslivsforskning). Han var 1998–2001 chef för Handelns utredningsinstitut. Han var 2001–2012 chefsekonom för Svenskt Näringsliv. Han var adjungerad professor i nationalekonomi vid Högskolan Dalarna 2004–2007. Han var 2007–2016 adjungerad professor i nationalekonomi vid Kungliga Tekniska högskolan. Sedan 2013 är han chef för marknadsliberala tankesmedjan Reforminstitutet.
Fölster har ofta förekommit i medierna som debattör i olika samhällsfrågor, där fokus ofta har varit hur Lagen om anställningsskydd (LAS) påverkar den svenska arbetsmarknaden.
Andra uppmärksammade inlägg är till exempel förslag att sänka studiestöd för utbildningar inom humaniora då dessa har lägre chans att få arbete (2011) och inlägget ”Sociala problem vanligast i orter med få invandrare” på Dagens Nyheters debattsida (2013).
Han är far till moderatpolitikern Sofia Fölster, som valdes in i riksdagen som en av ledamöterna för Stockholms län 2014 och inte kandiderade i valet 2018. Han har även en son vid namn Niclas.
Hans bok Robotrevolutionen utkom 2015 på bokförlaget Volante. Boken ställer frågor om ekonomisk utveckling, välfärd och demokrati på sin spets. Vem blir vinnare och vem blir förlorare i robotarnas tidevarv?